# Le Vigan-en-Quercy
Le Vigan-en-Quercy [lə viɡɑ̃] (bis zum 31. Dezember 2024 Le Vigan) ist eine französische Gemeinde mit 1.544 Einwohnern (Stand 1. Januar 2022) im Département Lot in der Region Okzitanien. Sie gehört zum Arrondissement Gourdon und Kanton Gourdon. Die Einwohner werden „Vigannais“ bzw. „Vigannaises“ genannt.

## Geographie
Die Gemeinde liegt am Fluss Bléou in der Landschaft Bouriane an der Départementsstraße D801, 5 km östlich von Gourdon, sowie an der Départementsstraße D673. 
Umgeben wird Le Vigan-en-Quercy von den Nachbargemeinden Payrac im Norden, Saint-Projet im Osten, Gourdon im Westen sowie Anglars-Nozac und Rouffilhac im Nordwesten.

## Bevölkerungsentwicklung

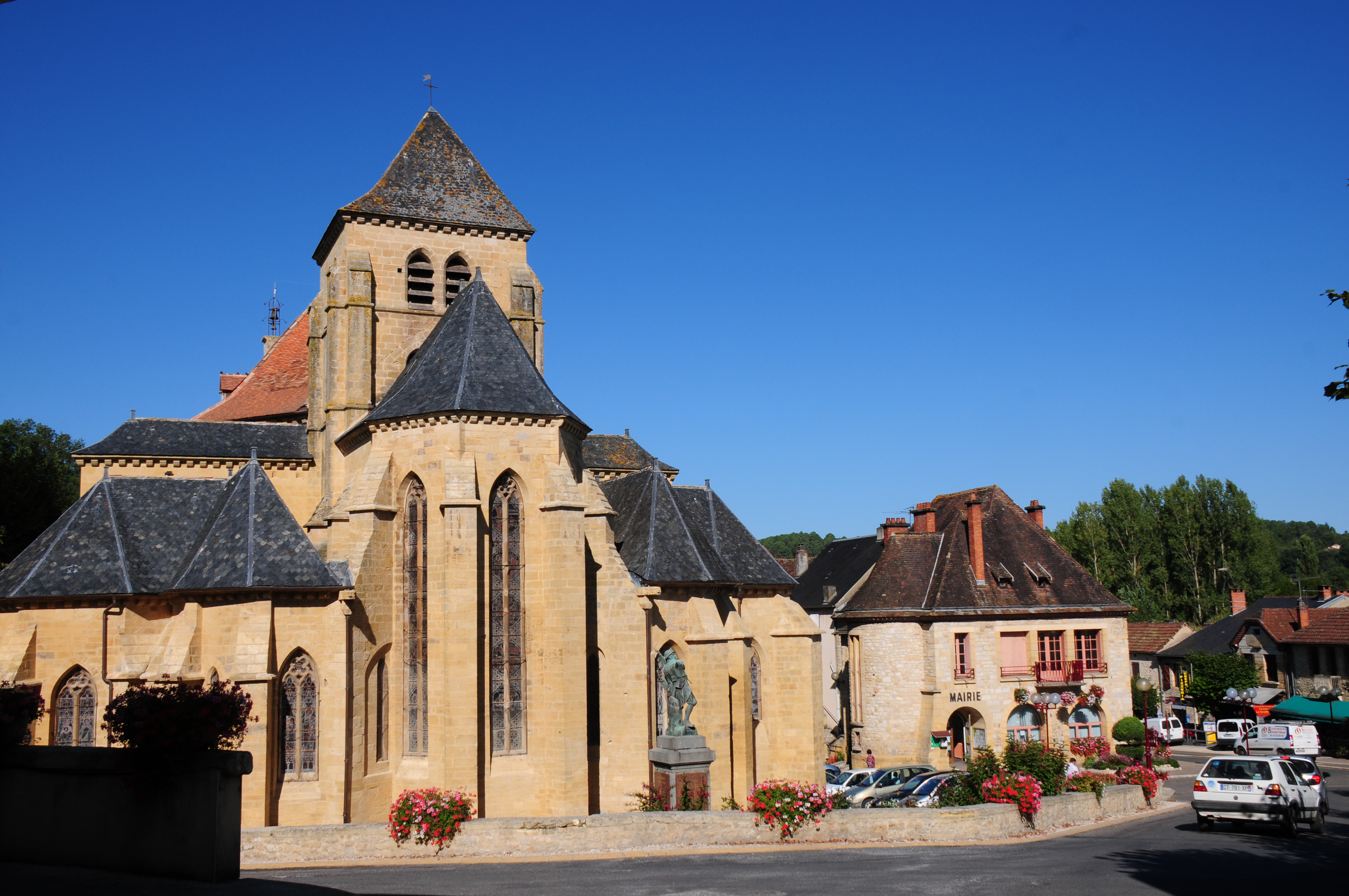
Kirche Mariä Himmelfahrt

| Jahr      | 1962 | 1968 | 1975 | 1982 | 1990 | 1999 | 2005 | 2012 | 2018 |
| Einwohner | 813  | 845  | 826  | 836  | 922  | 1189 | 1324 | 1518 | 1585 |

## Nachweise
1. ↑  Décret n° 2024-863 du 8 août 2024 portant changement du nom de communes, legifrance.gouv.fr, abgerufen am 20. Januar 2025